# Jadranko Prlić
Jadranko Prlić, né le 10 juin 1959 à Đakovo, alors en République socialiste de Croatie, est un homme politique croate. Il est condamné en première instance à 25 ans de prison par le Tribunal Pénal International pour l'ex-Yougoslavie. Sa peine a été confirmée en appel le 29 novembre 2017.

## Histoire
Fils de Mile Prlić, Jadranko Prlić est diplômé de la faculté d'économie de l'université de Mostar et titulaire d'un doctorat de l'université de Sarajevo, obtenu en 1987. Il devient par la suite professeur. 
Membre de la Ligue des communistes de Yougoslavie, président du Conseil exécutif de la municipalité de Mostar en 1988, il devient l'année suivante vice-président du Conseil exécutif (gouvernement)de la République socialiste de Bosnie-Herzégovine et, à la fin de 1990, au moment des premières élections libres, il en devient le président par intérim. 
Après un séjour aux États-Unis, Prlić revient à Mostar en 1992 et prend une part active dans la guerre de Bosnie. Il rejoint le Conseil de défense croate (Hrvatsko vijeće obrane, HVO) dont il est nommé chef par Mate Boban, président de la Communauté croate de Bosnie. Celle-ci devient en août 1993 la République croate d'Herceg-Bosna à la fin août 1993 et Jadranko Prlić en devient Premier ministre en novembre suivant, en conservant des fonctions en grande partie les mêmes.
Il a par la suite été vice-président du gouvernement et ministre de la défense de la République de Bosnie-Herzégovine (BiH) ainsi que Premier ministre adjoint et ministre de la défense de la Fédération de BiH, de juin 1994 à janvier 1996 ; il a ensuite été ministre des affaires étrangères de BiH de janvier 1996 à février 2001.
Il est parmi les six accusés inculpés par le Tribunal pénal international pour l'ex-Yougoslavie (TPIY), qui concerne la République d'Herceg-Bosna. Il est condamné en 2013 à 25 ans de prison. Il lui reste la possibilité de faire appel.
Le 4 mars 2004, Prlić fut inculpé avec Slobodan Praljak, Bruno Stojić, Milivoj Petković, Berislav Pušić et Valentin Ćorić (Prlić et consorts). 
Jadranko Prlic s’est volontairement rendu au Tribunal pénal international pour l’ex-Yougoslavie (TPIY) le 5 avril 2004 et leur procès a commencé le 26 avril 2006.

## Acte d'accusation
Selon l’acte d’accusation, Jadranko Prlić aurait participé à une entreprise criminelle commune, entre le 18 novembre 1991, ou avant, et avril 1994 environ, ayant pour but de recréer, dans les frontières de la Banovina croate, une «Grande Croatie» ethniquement pure. Ainsi, il aurait, au cours du siège de Mostar, incité à la haine politique, ethnique ou religieuse, usé de la force, de l’intimidation et de la terreur, notamment par des arrestations de masse au cours desquelles des personnes ont été tuées, puis participé à l’instauration et au développement d’un système de camps de concentration et autres centres de détention. Il aurait également, par les mauvais traitements infligés aux Musulmans bosniaques, mis en place leur expulsion et leur transfert forcé et aurait soumis les populations incarcérées au travail forcé.
Le même acte d’accusation allègue qu’il aurait, à la tête du conseil de défense croate (HVO), participé, dès mai 1992, au nettoyage ethnique de la ville et de la région de Prozor, de la municipalité de Gorjni Vakif, des villages de Sovici et Doljani et de la municipalité de Mostar, notamment par l’attaque de civils musulmans et la destruction, le pillage ou le vol de leurs biens, l’emprisonnement de masse et les mauvais traitements, les violences sexuelles, les exécutions et la persécution.
Le Conseil de défense croate (HVO) a utilisé le camp de l’Héliodrom, au sud de la ville de Mostar comme centre de détention pour accueillir les Musulmans arrêtés massivement à Mostar, de septembre 1992 au 21 avril 1994 ; jusqu’à 6 000 personnes y ont été détenues, dans des conditions inhumaines. Le camp de Vojno, au nord de la ville de Mostar, a été utilisé aux mêmes fins, de juin 1993 à mars 1994. Le camp de Ljubuski a été utilisé pour détenir des Musulmans de Bosnie et les soumettre au travail forcé et à d’autres mauvais traitements, avant de les expulser, d’avril 1993 à mars 1994.
Dans les municipalités de Stolac et de Capljina, durant l’année 1993, la plupart des hommes musulmans ont été arrêtés et emprisonnés, soumis à des mauvais traitements ou tués, alors que les femmes, les personnes âgées et les enfants étaient chassés de leurs foyers; des habitations furent détruites.
La prison militaire du district de Dretelj a été utilisée par le Conseil de défense croate (HVO), d’avril à septembre 2003, pour y détenir des Serbes et jusqu’à 2270 hommes musulmans de Bosnie. Les détenus y ont été soumis à des sévices et à des traitements cruels, provoquant la mort de certains. Le HVO a détenu également à la prison de Gabela, du 8 juin 1993 à avril 1994, jusqu’à 1200 hommes musulmans de Bosnie, certains âgés de moins de 16 ans, sans considération de leur statut militaire ou civil, les soumettant à des sévices et à des traitements cruels, provoquant la mort d’au moins 6 d’entre eux. Beaucoup de ces détenus ont été ensuite expulsés vers d’autres pays. À Vareš, le HVO a utilisé deux écoles comme lieu de détention pour des hommes musulmans de Bosnie, dans des conditions comparables.

## Charges
Jadranko Prlić est poursuivi sur le fondement de sa responsabilité pénale individuelle (art. 7 par. 1 Statut TPIY) et de supérieur hiérarchique (art. 7 par. 3 Statut TPIY), pour:
- 8 chefs d’accusation de crimes contre l’humanité (art. 5 Statut TPIY: persécutions pour des raisons politiques, raciales et religieuses, assassinat, viol, expulsion, actes inhumains (transfert forcé), emprisonnement, actes inhumains (conditions de détention) et autres actes inhumains);

- 10 chefs d’accusation pour infraction grave aux Conventions de Genève du 12 août 1949 (art. 2 Statut TPIY: homicide intentionnel, traitements inhumains (violences sexuelles et conditions de détention), expulsion illégale d’un civil, transfert illégal d’un civil, détention illégale d’un civil, traitements cruels, destruction de biens non justifiée par des nécessités militaires et exécutée sur une grande échelle de façon illicite et arbitraire, et appropriation de biens non justifiée par des nécessités militaires et exécutée de façon illicite et arbitraire; et

- 8 chefs d’accusation pour violation des lois ou coutumes de la guerre (art. 3 Statut TPIY: traitements cruels (conditions de détention et siège de Mostar), travail illégal, destruction sans motif de villes et de villages ou dévastation que ne justifient pas les exigences militaires, destruction ou endommagement délibéré d’édifices consacrés à la religion ou à l’enseignement, pillage de biens publics ou privés, attaque illégale contre des civils (Mostar), fait de répandre illégalement la terreur parmi la population civile (Mostar)

Le procès de Jadranko Prlić concerne également Berislav Pusic, Bruno Stojic, Slobodan Praljak, Milivoj Petkovic et Valentin Coric.
Le 29 mai 2013, Prlić a été condamné à une peine de 25 ans de prison.